# 저장 방송 그룹
저장 방송 그룹(浙江广播电视集团, ZRTG)은 2001년 11월 8일에 설립된 중화인민공화국 저장성의 방송국으로, 중국에서 가장 영향력이 있는 지역 매체 중 하나이다. 2011년에는“500개의 가장 가치 있는 중국 브랜드(中国500最具价值品牌)”에서 중국 언론 중 상위 10위에 저장 성 대중 매체 중 1위에 선정되었다.

## 개요
저장 방송 그룹(이하 ZRTG)은 현재 5000여명의 직원을 거느리고, 본부 및 편집장 사무실 및 인사 관리학과 등의 12개 기능 부서가 있다.
ZRTG는 19개의 라디오 및 텔레비전 채널을 관리하고 있다. 저장 텔레비전에서는 12개의 텔레비전 채널이 있으며, 위성 채널인 저장 위성 텔레비전을 비롯하여, 첸장 채널,경제생활,교육기술,영화오락,생활레저,공공뉴스,아동 채널의 지상파 채널과 ,국제 방송 채널, 유학세계 채널과 홈쇼핑 채널의 디지털 방송을 운영하고 있다. 저장인민방송에서는 7개의 라디오 채널이 있으며, 저장의 소리, 경제방송, 교통의 소리, 음악FM, 도시의 소리, 생활정보방송, 여성 전문 라디오 채널이 있다.
ZRTG는 “五大品牌战略(5대 브랜드 전략)”을 토대로 하며, 방송 채널인 저장 위성 텔레비전은 전국 성급 위성 방송 중 최대 수준을 자랑하고 있다. 그리고 10개 이상의 해외 언론 단체와 협력 관계를 설립했다. 대한민국의 광주문화방송과도 협력 관계에 있다.
2014년 ZRTG는 저장 위성 텔레비전, 하오이거우(好易购)홈쇼핑, 저장 영상 그룹(浙江影视集团) 및 뉴 미디어의 4개 발전에 초점을 맞추고 있다.

## 산하 회사
ZRTG는 산하에 14개의 자회사의 지분을 가지고 있으며, “독립해산, 자주경영(独立核算、自主经营)”의 원칙을 구현하고 있다. 《저장 성시 광파전시보(浙江城市广播电视报)》, 《대중 텔레비전(大众电视)》의 두 회사는 주로 시청각 출판 사업에 종사하며, 신문, 잡지, 오디오 및 비디오, 출판 및 기타 서비스를 제공한다. 저장 영상 그룹은 ZRTG 영화 및 TV드라마 제작사이다. 홈쇼핑 사업자인 하오이거우 홈쇼핑 유한공사(好易购家庭购物有限公司)도 저장 성에서 운영되고 있다.
ZRTG는 이외에 화수 디지털 텔레비전 유한 공사(华数数字电视有限公司), 저장 방송 뉴미디어 유한 공사(浙江广电新媒体有限公司), 저장 모바일 멀티미디어 방송 공사(浙江移动多媒体广播电视公司)의 총 11개의 주식회사를 통하여 디지털 텔레비전, IPTV, 모바일 멀티미디어 서비스를 관리하고 있다.
- 저장영시(그룹)(浙江影视（集团）)은 주요 영화 및 TV드라마를 제작하는 회사로, 영화《集结号》, 《非诚勿扰》、《建党伟业》와 TV시리즈《中国921》, 《四世同堂》, 《温州一家人》등의 작품을 만들었다.
- 신람망(新蓝网, 뉴 블루 네트워크)는 2009년 12월에 세워졌으며, 하나의 웹사이트에서 “두개의 네트워크(一网两台)”로 확대된, 즉 뉴 블루 네트워크(新蓝网), 저장 방송 네트워크(浙江网络台), 저장 모바일 방송(浙江手机台)을 운영하며，2013년에 거의 4000만 위안의 수익을 내고 있다.[3]
- 중국람TV (中国蓝TV)
- 남매시빈 (蓝莓视频, 블루베리 비디오)

## 사가
ZRTG의 사가는 《总想走进你心中》이며, 중국(저장)TV 시청자 축제 기간 동안에 내보네고, 저장 라디오 및 텔레비전 채널에서 사가를 송출하기도 한다.

## 같이 보기
- 저장 텔레비전
- 저장인민방송